# Kainji

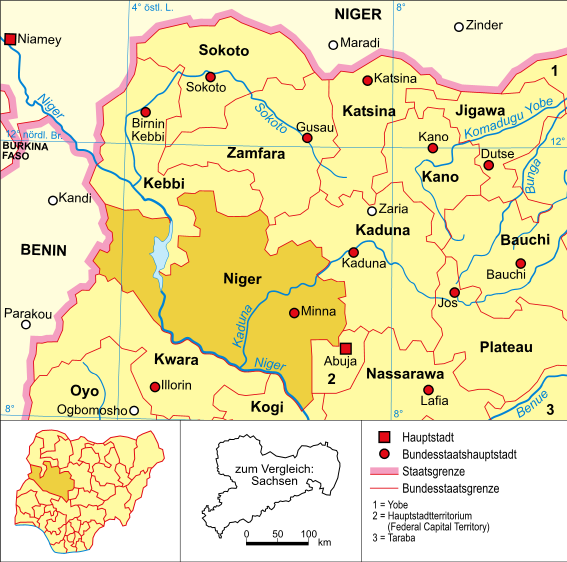
Karta över delstaten Niger med Kainjisjön.

Kainji är en damm och insjö i delstaten Niger i nordvästra Nigeria, längs Nigerfloden. Dammen är av jordfyllnads-/gravitationstyp och är 66 meter hög med en krona av 7,75 kilometers längd. Den stod färdig 1968 och öppnades året efter; dammen har skapat en reservoar med en yta på 1 300 km² och en volym på 150 miljarder m³. Vid dammen ligger Nigerias största kraftstation (760 MW, 1999). Reservoaren nyttjas för övrigt till bland annat fiske och konstbevattning. Områdena kring sjön är gjorda till nationalpark, Kainji Lake National Park.